# پارک ملی ریسی‌تونتوری
پارک ملی ریسی‌تونْتوری (فنلاندی: Riisitunturin kansallispuisto) یک پارک ملی در پوسیو در لاپلند فنلاند است که در سال ۱۹۸۲ تأسیس شد و ۷۷ کیلومتر مربع (۳۰ مایل مربع) مساحت دارد. این پارک در یک منطقه کوهستانی است و همچنین باتلاق‌های زیادی به خصوص در دامنه تپه‌ها وجود دارد.
تنها کلبه بیابانی در پارک در نزدیکی قله دوقلوی ریسی‌تونتوری، با ارتفاع ۴۶۵٫۳ متر (۱٬۵۲۷ فوت) واقع شده‌است.